# Sopot, Bulgaria
Sopot (în bulgară Сопот) este un oraș în partea de nord a Bulgariei. Aparține comunei Sopot din regiunea Plovdiv.

## Demografie
Componența etnică a orașului Sopot
     Bulgari (87,6%)
     Romi (1,65%)
     Nicio identificare (9,27%)
     Altele (1,81%)
La recensământul din 2011, populația orașului Sopot era de 8.754 locuitori. Din punct de vedere etnic, majoritatea locuitorilor (87,6%) erau bulgari, cu o minoritate de romi (1,65%). Pentru 9,27% din locuitori nu este cunoscută apartenența etnică.

## Personalități născute aici
- Ivan Vazov (1850 - 1921), scriitor.